# Dimitri Verhulst

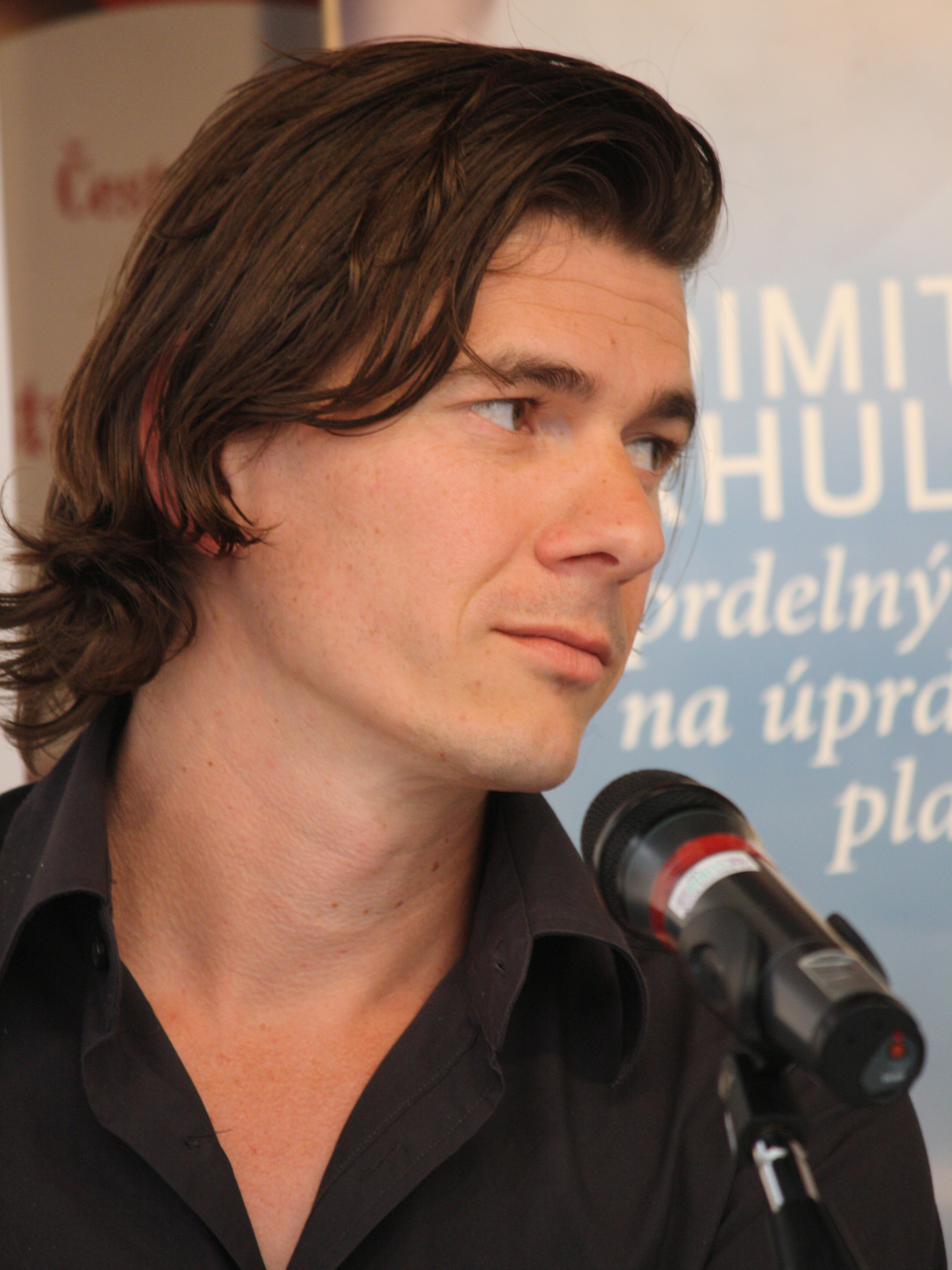
Dimitri Verhulst (2011)

Dimitri Verhulst (* 2. Oktober 1972 in Aalst) ist ein flämischer Schriftsteller.

## Leben
Verhulst wuchs bei Pflegeeltern und in Kinderheimen auf. Er wurde „sehr katholisch“ erzogen. Er jobbte als Animateur auf Mallorca, bei einem Pizza-Express, in einer Plastikfabrik und als Touristenführer.
1999 veröffentlichte er seinen ersten Roman, sein Gedichtband wurde für den „C. Buddingh Prize“ nominiert. Der Roman „Problemski Hotel“ (2003) erschien in neun Ländern. Mit dem Roman „Die Beschissenheit der Dinge“ (2006), in dem Dimitri Verhulst seine eigene Geschichte erzählt, wurde er für den „AKO-Literaturpreis“ nominiert. Die Verfilmung von 2009 Die Beschissenheit der Dinge wurde sehr beachtet.

## Werke (Auswahl)
- Niets, niemand en redelijk stil. 2001
- Problemski Hotel. 2003
  - Problemski Hotel. Übers. Barbara Heller. Claassen, Berlin 2004, ISBN 978-3-546-00356-8
- De helaasheid der dingen. 2006
  - Die Beschissenheit der Dinge. Übers. Rainer Kersten. Luchterhand, München 2007, ISBN 978-3-630-62120-3
- Mevrouw Verona daalt de heuvel af. 2006
  - Madame Verona steigt den Hügel hinab. Übers. Rainer Kersten. Luchterhand, München 2008, ISBN 978-3-630-62129-6
- De laatste liefde van mijn moeder. 2010
  - Die letzte Liebe meiner Mutter. Übers. Rainer Kersten. Luchterhand, München 2011, ISBN 978-3-630-87355-8[2]
- Godverdomse dagen op een godverdomse bol. 2008
  - Gottverdammte Tage auf einem gottverdammten Planeten: Eine Beschwerde. Übers. Rainer Kersten. Luchterhand Literaturverlag, München 2010, ISBN 978-3-630-62176-0
- Monoloog van iemand die het gewoon werd tegen zichzelf te praten. 2011
  - Monolog einer Frau, die in die Gewohnheit verfiel, mit sich selbst zu reden. Übers. Rainer Kersten. Covadonga, Bielefeld 2013, ISBN 978-3-936973-76-1
- De laatkomer. Door zich dement voor te doen denkt een gepensioneerde bibliothecaris zijn kleurloze bestaan achter zich te kunnen laten. Atlas Contact, Amsterdam 2013
  - Der Bibliothekar, der lieber dement war als zu Hause bei seiner Frau. Luchterhand, München 2014, ISBN 978-3-442-71324-0
- Kaddisj voor een kut. 2014, ISBN 978-90-254-4378-8
  - Die Unerwünschten. Zwei Geschichten nach wahren Begebenheiten. Übers. Rainer Kersten. Luchterhand, München 2016, ISBN 978-3-630-87479-1
- De zomer hou je ook niet tegen. Uitgeverij Atlas Contact, Amsterdam 2015
  - Den Sommer kannst du auch nicht aufhalten. Übers. Rainer Kersten. Oktaven, Stuttgart 2019, ISBN 978-3-7725-3010-4[3]

## Auszeichnungen
- 2015: Tzumpreis
- 2014: Else-Otten-Preis, Übersetzerpreis, zusammen mit Bettina Bach

Nominierungen
- 2006: Euregio-Schüler-Literaturpreis für Problemski Hotel
- 2012: Euregio-Schüler-Literaturpreis für Die Beschissenheit der Dinge